# Сферофорус
Сферо́форус (лат. Sphaerophorus) — род лихенизированных аскомицетов, входящий в семейство Сферофоровые (Sphaerophoraceae).

## Описание
Слоевище гетеромерное, кустистое, тонковетвистое, хрупкое, окрашенное в буроватые или сероватые тона, иногда почти белое. Коровый слой покрывает всё слоевище, 60—200 мкм толщиной, гифы сердцевинного слоя толстостенные. Апотеции на концах веточек, шаровидные, покрытые оболочкой слоевища, затем открывающиеся.
Аски восьмиспоровые. Споры чёрные в массе, фиолетово-синие под микроскопом, одноклеточные 8—12×7—11 мкм, эллиптические. Пикнидии на концах веточек, чёрные, в виде точек. Конидиеносцы ветвистые, конидии бесцветные, продолговато-обратнояйцевидные, 3—4,5×1,5—2 мкм.
Эпигейные, эпилитные и эпифитные (Новая Зеландия) лишайники.
Все виды рода содержат сферофорин (C22H28O7), в некоторых видах также содержатся тамноловая (C19H18O11), гипотамноловая (C19H18O10) и скваматовая (C19H18O9) кислоты.

## Значение и применение
Сферофорус шаровидный (Sphaerophorus globosus) охотно поедается северным оленем (Rangifer tarandus).

## Систематика

### Синонимы
- Baeoderma Vain., 1922
- Sphaerophoronomyces Cif. & Tomas., 1953, nom. superfl.
- Syrigosis Neck. ex Kremp., 1869
- Thysanophoron Stirt., 1883

### Виды
- Sphaerophorus fragilis (L.) Pers., 1794 — Сферофорус ломкий
- Sphaerophorus globosus (Huds.) Vain., 1903 — Сферофорус шаровидный
- Sphaerophorus stereocauloides Nyl., 1869
- Sphaerophorus tuckermanii Räsänen, 1933
- Sphaerophorus venerabilis Wedin, Högnabba & Goward, 2009